# 肖沫香
肖沫香（1936年10月1日—2020年4月27日），男，江西吉水人，中国法学家，华中科技大学教授。

## 生平
1936年生于江西省吉水县枫江石村。1959年毕业于原湖北大学法律系，毕业后在华中工学院（1988年改为华中理工大学；2000年改称华中科技大学）担任中共党史教学工作。1985年担任华中工学院法律教研室主任。1994年晋升教授。2001年退休。2011年受聘为华中科技大学法学院荣誉教授。2017年任华中科技大学法学院校友会名誉会长。主要社会兼职有湖北省法学会理事、民法专业委员会副会长、经济法专业委员会理事、武汉仲裁委员会仲裁员、湖北省人民代表大会常务委员会立法顾问，湖北省人民检察院专家咨询委员会委员等。2020年4月27日15时26分在武汉逝世。

## 出版物
主要著作有《中国经济法新编》《社会主义经济法概论》《行政法学》等。代表性论文有《中国民事法律法典化与民事监督》《论经济仲裁的最新独立性原则》《诉讼检察监督效力研究》等。